# 查姆內斯 (伊利諾伊州)
查姆內斯（英語：Chamness）是位於美國伊利諾伊州威廉森縣的一個鬼鎮。由於此地已於1902年被荒廢，本地已無人居住。

## 地理
查姆內斯的座標為37°40′37″N 88°59′19″W / 37.67694°N 88.98861°W，而該地的平均海拔高度為134米（即440英尺）。